# Tích phân vectơ
Giải tích vectơ, hay tích phân vectơ, liên quan đến vi phân và tích phân các trường vectơ, chủ yếu trong không gian Euclide 3 chiều {\displaystyle \mathbb {R} ^{3}.} Thuật ngữ "tích phân véctơ" đôi khi được sử dụng như một từ đồng nghĩa cho chủ đề rộng hơn của tích phân đa biến, bao gồm giải tích véc tơ cũng như đạo hàm từng phần và tích phân bội. Tích phân véctơ đóng vai trò quan trọng trong hình học vi phân và trong nghiên cứu các phương trình vi phân từng phần. Nó được sử dụng rộng rãi trong vật lý và kỹ thuật, đặc biệt là trong mô tả các trường điện từ, trường hấp dẫn và dòng chất lỏng.
Tích phân véc tơ được phát triển từ tích phân bậc bốn bởi J. Willard Gibbs và Oliver Heaviside  ở gần cuối thế kỷ 19, và hầu hết các ký hiệu và thuật ngữ được Gibbs và Edwin Bidwell Wilson thiết lập trong cuốn sách Giải tích Vector năm 1901 của họ. Ở dạng thông thường sử dụng các tích vectơ, tích phân véc tơ không khái quát lên các bậc cao hơn, trong khi phương pháp thay thế của đại số hình học, sử dụng các tích vectơ có hướng sẽ khái quát hóa, như được thảo luận dưới đây.

## Đối tượng cơ bản

### Trường vô hướng
Trường vô hướng liên kết một giá trị vô hướng với mọi điểm trong một không gian. Vô hướng là một số toán học đại diện cho một đại lượng vật lý. Ví dụ về các trường vô hướng trong các ứng dụng bao gồm phân bố nhiệt độ trong không gian, phân phối áp suất trong chất lỏng và các trường lượng tử spin-zero, chẳng hạn như trường Higgs. Những lĩnh vực này là chủ đề của lý thuyết trường vô hướng.

### Trường vectơ
Trường vectơ là việc gán một vectơ cho mỗi điểm trong một không gian. Chẳng hạn, một trường vectơ trong mặt phẳng có thể được hình dung như một tập hợp các mũi tên với độ lớn và hướng cho mỗi điểm được gắn vào một điểm trong mặt phẳng. Các trường vectơ thường được sử dụng để mô hình hóa, ví dụ, tốc độ và hướng của chất lỏng chuyển động trong không gian, hoặc cường độ và hướng của một số lực, chẳng hạn như lực từ hoặc lực hấp dẫn, khi nó thay đổi từ điểm này sang điểm khác. Điều này có thể được sử dụng, ví dụ, để tính toán công được thực hiện trên một quãng đường.